# Collix examplata
Collix examplata är en fjärilsart som beskrevs av W. Warren 1906. Collix examplata ingår i släktet Collix och familjen mätare. Inga underarter finns listade i Catalogue of Life.